# Mont des Conscrits
Le mont des Conscrits est une montagne située dans le territoire non organisé de Lac-Ministuk près de la limite nord de la réserve faunique des Laurentides, à 50 km au sud de Chicoutimi.

## Toponymie
Le nom de cette montagne rappelle les nombreux conscrits canadien-français qui se sont réfugiés dans les forêts de la Haute-Mauricie et du Saguenay–Lac-Saint-Jean durant la crise de la conscription (1917).